# 칠판 (영화)
칠판(Blackboards, Takhte Siah)은 이란에서 제작된 사미라 마흐말마프 감독의 2000년 드라마 영화이다. 바흐만 고바디 등이 주연으로 출연하였고 마르코 뮐러 등이 제작에 참여하였다.

## 출연

### 주연
- 바흐만 고바디
- 세드 모하마디
- 베나즈 자파리